# K. P. Kottarakkara
K. P. Kottarakkara (eigentlich Kottarakkara Kaippallil Kuttan Pillai; Malayalam: കെ.പി. കൊട്ടാരക്കര; * 1924 oder 1922 in Kottarakkara, Kerala; † 19. November 2006 in Chennai, Tamil Nadu) war ein indischer Schauspieler, Drehbuchautor und Filmproduzent. Er war einer der erfolgreichsten Produzenten des Malayalam-Films in den 1970er Jahren und auch im Kannada- und tamilischen Film tätig.
Seit den frühen 1950er Jahren trat er als Schauspieler in Filmen auf: Atmasakhi (1950), Ponkathir (1953), Avakashi (1954). Nach den von ihm verfassten Dialogen für Ponkathir schrieb er in kurzer Zeit Drehbücher für mehr als 25 weitere Filme, bevor er zusätzlich auch die Rolle des Produzenten übernahm. Sein bekanntester Film als Autor war A. Bhimsinghs Pasamalar (1961) mit Sivaji Ganesan, eine Geschichte um ein Waisen-Geschwisterpaar. Von diesem Film wurden Neuverfilmungen in acht weiteren indischen Sprachen gedreht, die Hindi-Version war Rakhi (1962).
Seine erste eigene Produktion war 1963 der tamilische Film Parisu von D. Yoganand mit M. G. Ramachandran in der Hauptrolle. Er produzierte fast 30 Malayalam-Filme mit dem vielbeschäftigten Schauspieler Prem Nazir. Seine letzte Arbeit war Mazhathullikkilukkam (2002).
Für seine Arbeit zu A. Bhimsinghs Rakhi (1962) erhielt er einen Filmfare Award.
K. P. Kottarakkara war 1980 Präsident der South Indian Film Chamber of Commerce und war Mitglied der Film Federation of India. Seine beiden Söhne Ravi Kottarakkara und K. P. Ganesh sind ebenfalls Filmproduzenten.